# Mauricio Alfaro
Mauricio Vallandares Alberto Alfaro (ur. 13 lutego 1956 w Chalatenango) - były salwadorski piłkarz grający na pozycji napastnika.

## Kariera klubowa
W czasie kariery piłkarskiej Mauricio Alfaro występował w salwadorskich klubach Platense Municipal Zacatecoluca, FAS Santa Ana oraz Cojutepeque F.C. Z drużyną FAS Santa Ana zdobył Mistrzostwo Salwadoru 1984.

## Kariera reprezentacyjna
Mauricio Alfaro występował w reprezentacji Salwadoru w latach 1979–1989. W 1980 i 1981 uczestniczył w zakończonych sukcesem eliminacjach do Mistrzostw Świata 1982. Na Mundialu w Hiszpanii wystąpił w spotkaniu z Argentyną.
Później uczestniczył w eliminacjach do Mistrzostw Świata 1986 oraz Mistrzostw Świata 1990.

## Kariera trenerska
W latach 2004–2005 Mauricio Alfaro był trenerem salwadorskiego klubu Platense Municipal Zacatecoluca. W 2005 trenował zespół Independiente Nacional 1906.